# Теярдіна
'Теярдіна' — це одна з перших мармозеткоподібних мавп-приматів, яка проживала в Європі, Північній Америці та Азії протягом епохи раннього еоцену, близько 56-47 мільйонів років тому. Палеонтолог Джордж Гейлорд Сімпсон назвав цей вид на честь французького палеонтолога, філософа-єзуїта Тейяр де Шардена.
Види:
1. Teilhardina crassidens
2. †Teilhardina belgica
3. †Teilhardina americana
4. †Teilhardina brandti
5. †Teilhardina demissa
6. †Teilhardina tenuicula
7. †Teilhardina asiatica
8. †Teilhardina magnoliana

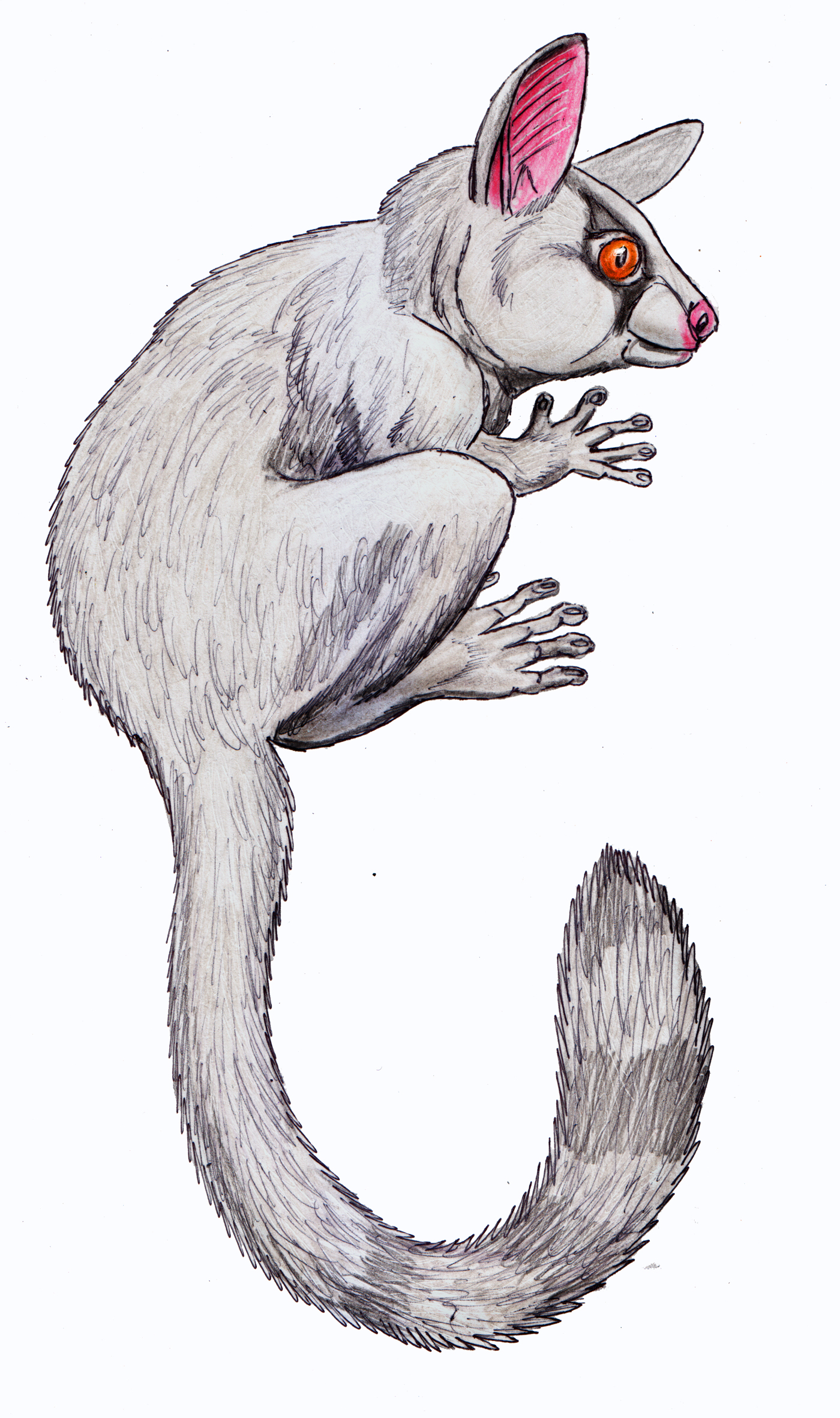
Реставрація

Точне класифікаційне положення цього роду є невідомим. Два види такі як T. belgica and T. asiatica були подібні до сухоносих мавп, решта належали до анаптомофінових омомиїдів (які були більш подібні до довгопятових, ніж до мавп), і для них буде створено новий окремий рід.